# Hwan Hàn Quốc
Hwan là đơn vị tiền tệ của Hàn Quốc giữa ngày 15 tháng 2 năm 1953 và ngày 9 tháng 6 năm 1962.

## Lịch sử
Do sự mất giá của đồng won Hàn Quốc đầu tiên (từ 15 won sang đô la Mỹ năm 1945 đến 6000 won so với đồng đô la vào năm 1953), hwan được giới thiệu vào năm 1953 với tỷ lệ 1 hwan = 100 won. Hwan được chia nhỏ thành 100 jeon nhưng mệnh giá thấp nhất được phát hành là 1 hwan. Hwan cũng bị lạm phát và một loạt các sự mất giá xảy ra.